# فرهنگنامه ایران
فرهنگنامه ایران (با نام قبلی «فرهنگنامه ایران باستان») و با زیرعنوان «دانشنامه فرهنگ و تمدن ایران و پیرامون آن» یک دانشنامه به زبان فارسی با موضوع ایران است. فرهنگنامه ایران به مطالب و موضوع‌هایی می‌پردازد که با فرهنگ و تمدن ایران و پیرامون آن در پیوند است. محدوده زمانی این فرهنگنامه از دوران پیش از تاریخی تا اواخر عصر قاجار است.
موضوع مدخل‌های این فرهنگنامه عبارتند از: دوره‌های باستان‌شناسی، سکونتگاه‌ها، آثار و بناهای باستانی، سنگ‌نگاره‌ها، خط‌ها و زبان‌ها، کتیبه‌ها و متون کهن، متون ادبی و علمی، شخصیت‌های تاریخی و اسطوره‌ای، نام‌های اوستا و شاهنامه، هنرمندان، ادیبان و شاعران، جشن‌ها و گردهمایی‌های مردمی، مناسبت‌های تقویمی و باورهای کیهانی، هنرهای مردمی و صنایع دستی، موسیقی و خوشنویسی، اوزان و مقیاس‌ها، تاریخ‌نامه‌ها و جغرافی‌نامه‌ها، تاریخ‌نگاران و جغرافی‌نویسان، شرق‌شناسان، سفرنامه‌نویسان و به‌خصوص مظاهر هویت ایرانی در قبال یونسکو و آنچه به میراث فرهنگی ناملموس و مرکز مطالعات منطقه‌ای حفاظت از آن مرتبط است.
به گفته خبرگزاری کتاب ایران نسخه مخصوص نوجوانان یکی از برنامه‌های در دست اجرای فرهنگنامه ایران است.

## مشخصات
ویرایش نخست و اصلی این فرهنگ در سال ۱۳۹۲ به پایان رسید. در این فرهنگنامه تلفظ کلمات و سرواژه‌ها با استفاده از زیر و زبرهای استاندارد خط و زبان فارسی نوشته شده‌اند. گفته شده که فرهنگنامه ایران اثری غیروابسته است که از بودجه یا حمایت دولتی یا نهادی استفاده نمی‌کند. اما به نظر می‌رسد انتشارات آگاه در چاپ و نشر آن همکاری داشته است.
این فرهنگنامه دارای ۵۰۰۰ مدخل ایران‌شناسی است و در نگارش آن از ۵۰۰ قطعه عکس استفاده شده است.
برخی دیگر از ویژگی‌های این فرهنگنامه عبارت است از:
- تلفظ مدخل‌ها و نام‌ها با علائم هجاوندی زبان فارسی
- دارای مدخل‌های مرتبط با زبان و فرهنگ‌های حوزهٔ فرهنگی ایران و کشورهای همسایه آن[نیازمند منبع]

نسخهٔ آنلاین فرهنگنامه ایران فاقد تمامی مدخل‌ها و متن کامل آن‌ها است. همچنین نسخهٔ آنلاین بدون تصویرهای منتشر شده در نسخهٔ چاپی است. عده‌ای این را نقصان نسخهٔ آنلاین می‌شمارند و معتقدند تمامی کتاب‌های مرجع می‌باید دارای نسخهٔ آنلاین کامل و رایگان باشند.